# Akshay Kumar
Akshay Kumar (hindi: अक्षय कुमार, født Rajiv Hari Om Bhatia i Amritsar den 9. september 1967) er en indisk skuespiller i Bollywood. Efter at have været indenfor Bollywoodindustrien i flere år, er han blevet en af Indiens mest kendte skuespillere.